# Wetterhut

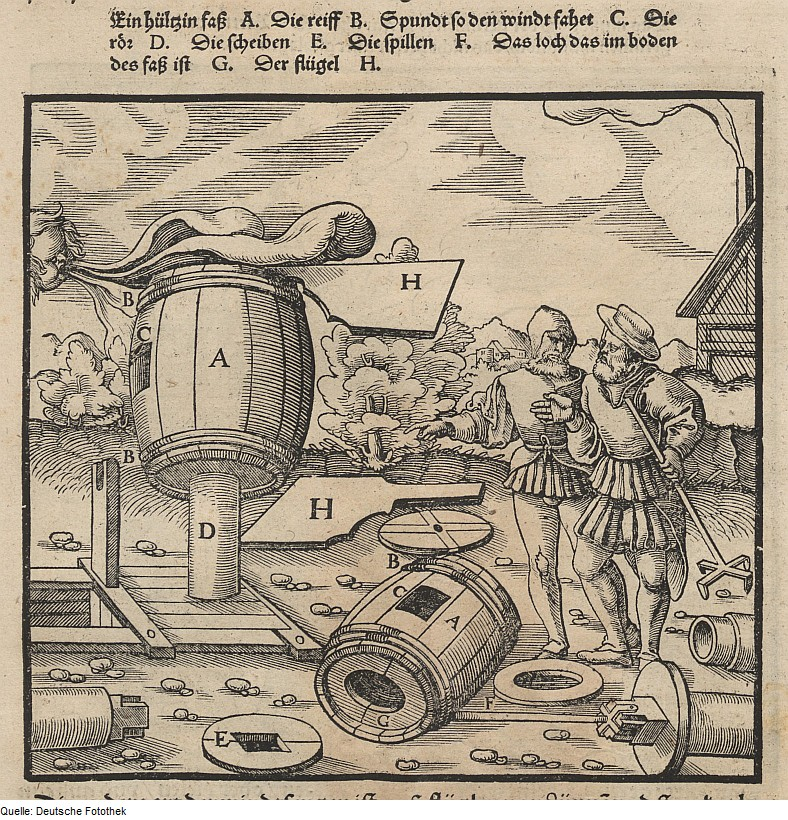
Wetterhut nach Agricola

Ein Wetterhut ist eine technische Konstruktion, die auf einer Öffnung des Grubengebäudes angebracht wird. Der Wetterhut soll den natürlichen Luftzug auffangen und in das Grubengebäude leiten. Wetterhüte wurden nur bei kleinen Bergwerken verwendet, bei denen vom Schacht nur wenige und kurze Strecken ausgehen.

## Aufbau und Einsatz
Der Wetterhut besteht aus einem konischen Kasten aus Holz oder Blech. Dieser Kasten wird so auf eine im Schacht eingebaute Lutte aufgesetzt, dass er die durch den Wind erzeugten Luftströmungen in das Grubengebäude leiten kann. Damit der Wetterhut immer in Windrichtung steht, wird er in der Achse drehbar aufgebaut. Damit sich der Wetterhut selbsttätig mit dem Wind drehen kann, wurde auf den Schächten einiger Bergwerke oben auf dem Wetterhut eine steife Holz- oder Blechfahne angebracht. In der Regel wirkt der Wetterhut als Wetterbläser. Es gibt auch Wetterhüte, die so konstruiert sind, dass sie sich wie eine Wetterfahne entgegengesetzt zur Richtung drehen, aus welcher der Wind kommt. Dadurch bedingt bläst der Wind quer durch den Wetterhut. Das Eindringen des äußeren Luftzuges in die Öffnung der Lutte wird somit verhindert. Der Wetterhut wirkt nun als Wettersauger.